# 851 Zeissia
851 Zeissia је астероид главног астероидног појаса са пречником од приближно 12,26 .
Афел астероида је на удаљености од 2,429 астрономских јединица (АЈ) од Сунца, а перихел на 2,026 АЈ. 
Ексцентрицитет орбите износи 0,090, инклинација (нагиб) орбите у односу на раван еклиптике 2,391 степени, а орбитални период износи 1214,575 дана (3,325 године). 
Апсолутна магнитуда астероида је 11,62 а геометријски албедо 0,264.
Астероид је откривен 2. априла 1916. године.